# Posuwki

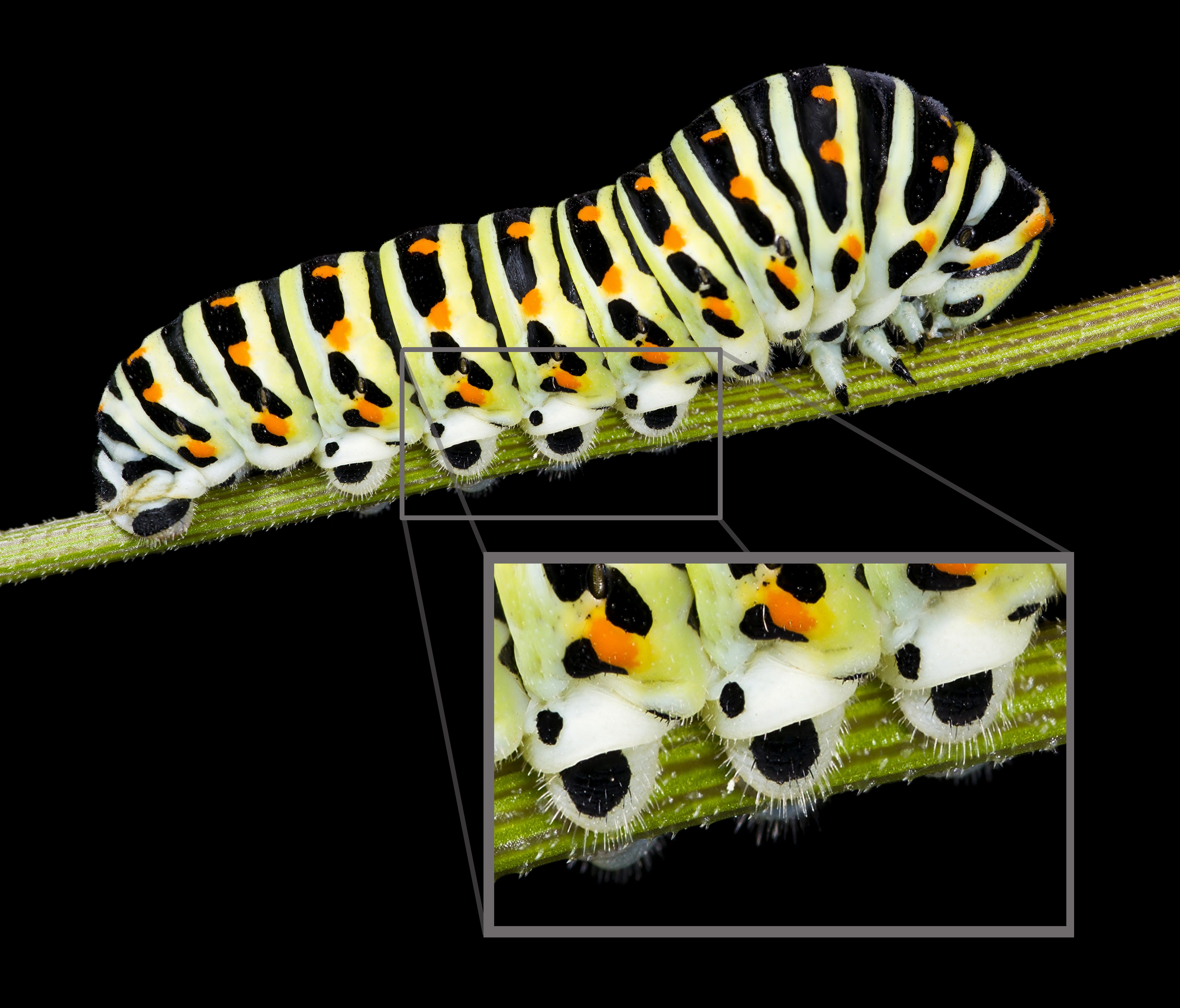
Gąsienica pazia królowej z 5 parami posuwek.

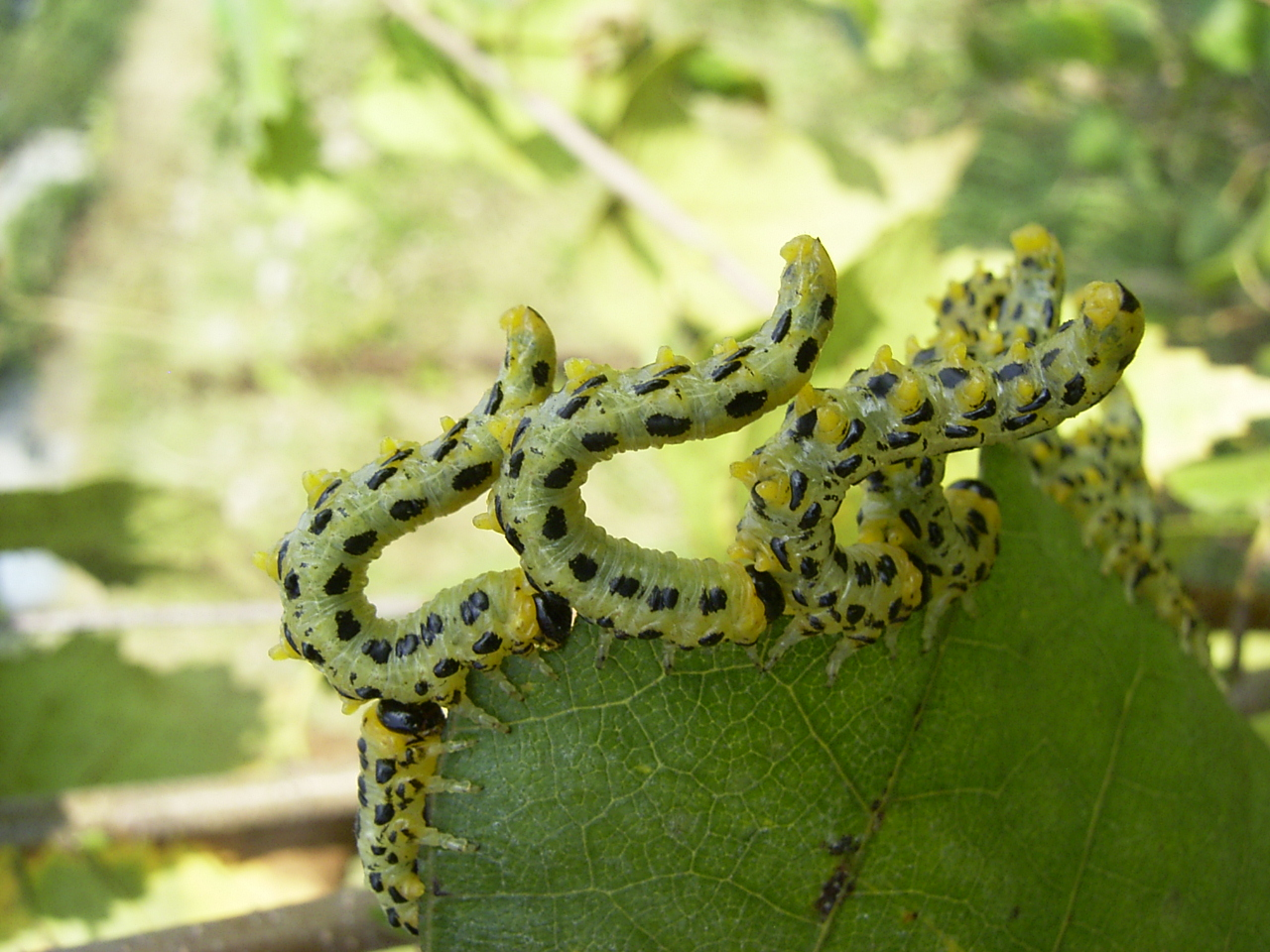
Larwy płasta brzozowca z 7 parami posuwek

Posuwki, nóżki odwłokowe – mięsiste, nieczłonowane wyrostki lokomocyjne na odwłoku gąsienicowatych larw motyli, niektórych błonkówek (rośliniarek i owadziarek) oraz pewnych linii ewolucyjnych muchówek.
Wyrostki te występują w liczbie od 2 do 8 par, przy czym u gąsienic motyli jest ich najwyżej 5 par. U larw motyli typowo występują na segmentach odwłoka od trzeciego do szóstego oraz na dziesiątym. Układ ten może być jednak inny, np. u miernikowcowatych posuwki występują tylko na segmencie szóstym i dziesiątym. Posuwki motyli mogą być również zredukowane, a u gatunków minujących całkiem zanikłe.
Posuwki rośliniarek i motyli są narządami niehomologicznymi, powstałymi niezależnie. U rośliniarek są one jednoczęściowe, natomiast u motyli złożone z części nasadowej i odsiebnej. Część odsiebna wyposażona jest we wciąganą do wewnątrz podeszwę, na której leży wieniec ustawionych w 1 lub więcej rzędów haczyków.